# Sabino (Brésil)
Pour les articles homonymes, voir Sabino (homonymie).
Sabino est une municipalité brésilienne de l'État de São Paulo et la Microrégion de Lins.